# Université du Québec à Chicoutimi
 (décembre 2020).
L'Université du Québec à Chicoutimi (UQAC) est une université québécoise francophone située au cœur de la ville de Saguenay, dans l'arrondissement de Chicoutimi, au Canada. Elle est affiliée à l'Université du Québec (UQ).

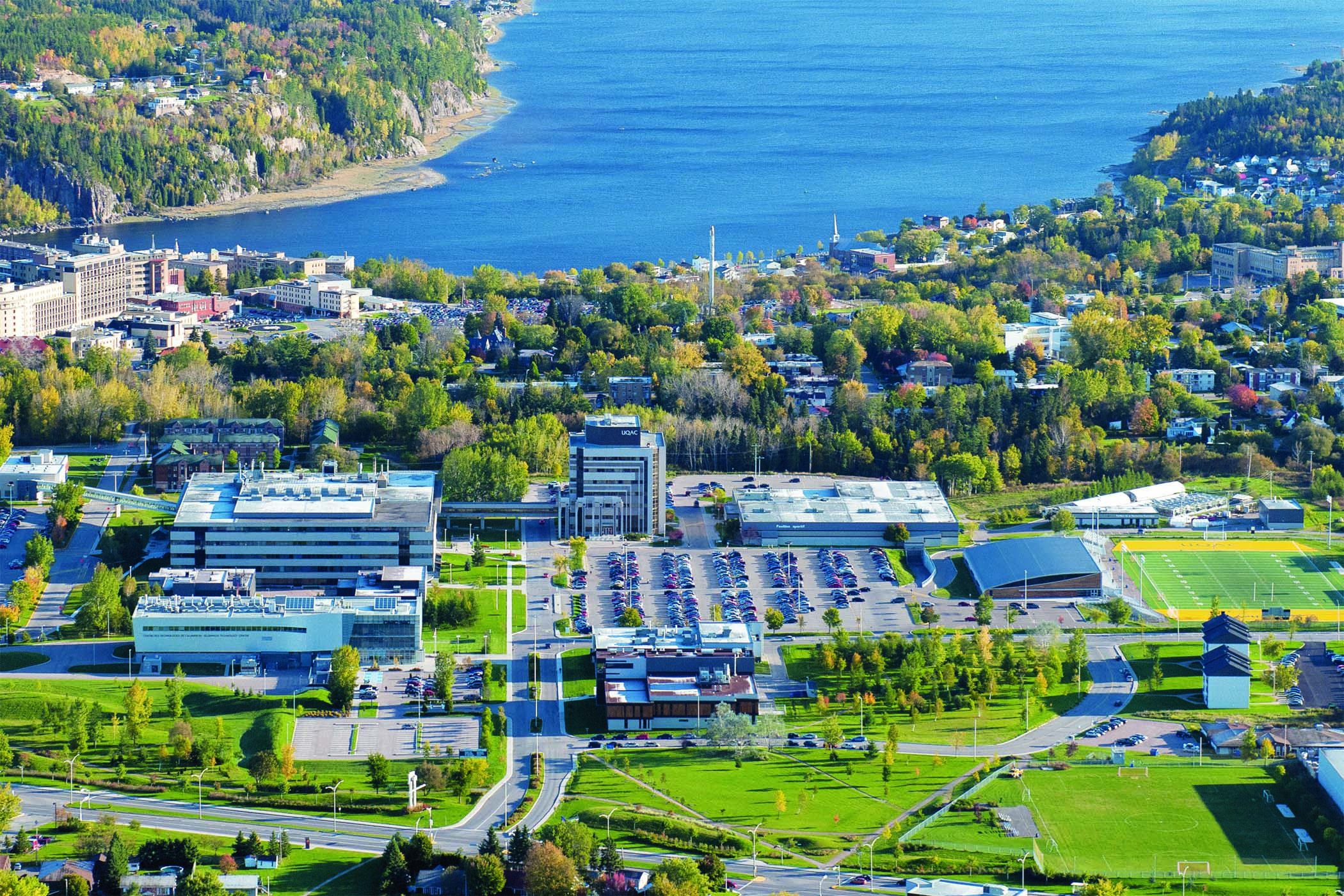
Vue aérienne du campus principal avec la rivière Saguenay en arrière-plan.

Elle est fondée en 1969. Outre son campus principal, l'université dispose de centres d'études à Saint-Félicien, Alma, Sept-Îles et La Malbaie. En 2017, environ 7 500 étudiants y étaient inscrits, ce qui en fait la quatrième des neuf institutions membres de l'UQ, après l'UQAM, l'UQTR et l'École de technologie supérieure. 

## Historique
L'UQAC est fondée en 1969, son recteur-fondateur est André Desgagné. Le Pavillon des humanités est inauguré en 1998, suivi par le Pavillon des arts en 1999, le Pavillon de recherche sur le givrage en 2000. Un terrain de football est créé par Saguenay et l'UQAC en 2005. En 2006, l'UQAC inaugure un pavillon de la médecine et des sciences de la santé où l'Université de Sherbrooke délocalise son programme de médecine. En 2010, un Parc technologique des sciences appliquées est créé.

## Professeurs connus
- Gérard Bouchard, historien et directeur du projet
- Claude Villeneuve, biologiste, écrivain et directeur de la Chaire en Éco-Conseil
- Michaël La Chance, théoricien de l'art
- Marc Girard, prêtre et exégète
- Marcel J. Mélançon, directeur du Groupe de recherche en génétique et éthique du Québec (GÉNÉTHIQ)
- Jean-Marie Tremblay, professeur associé et président fondateur des Classiques des sciences sociales
- Yvette Mollen, Linguiste, traductrice, enseignante d'innu.

## Galerie

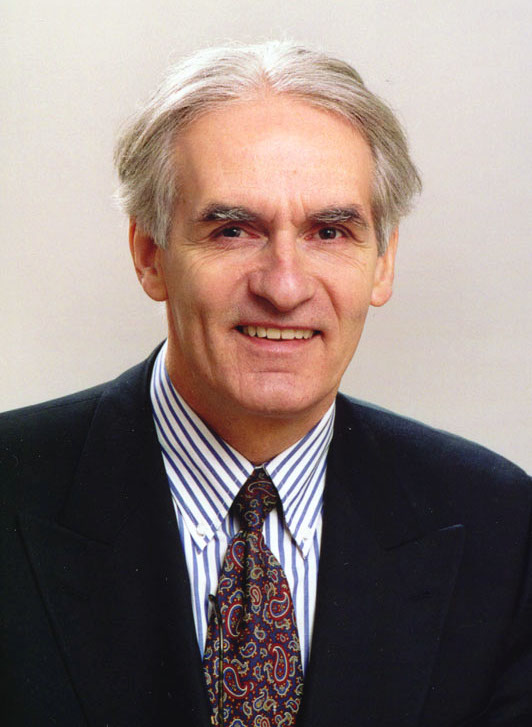
Gérard Bouchard
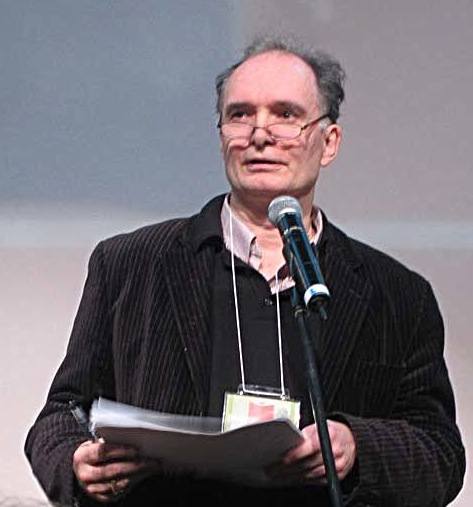
Michaël La Chance
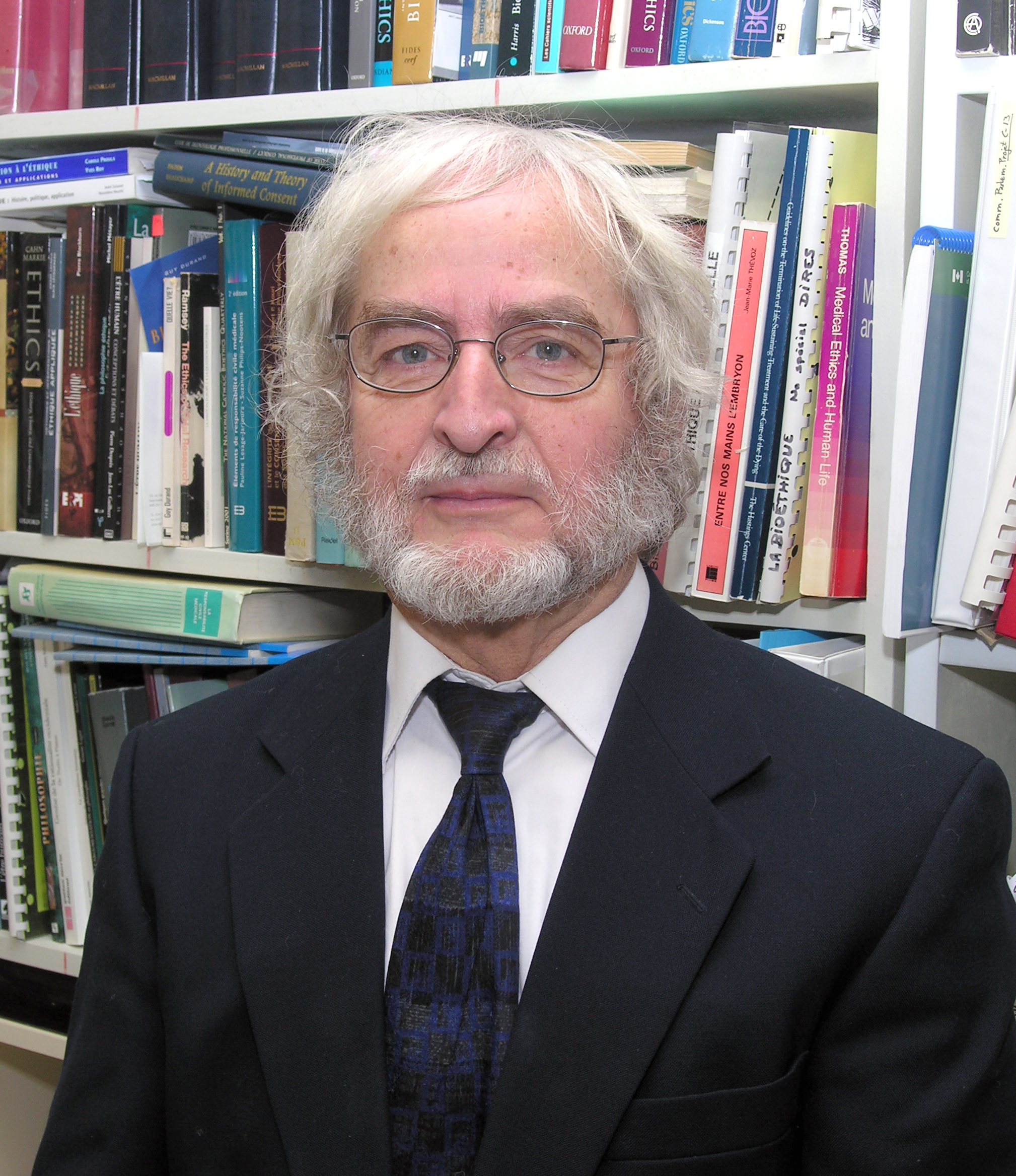
Marcel J. Mélançon
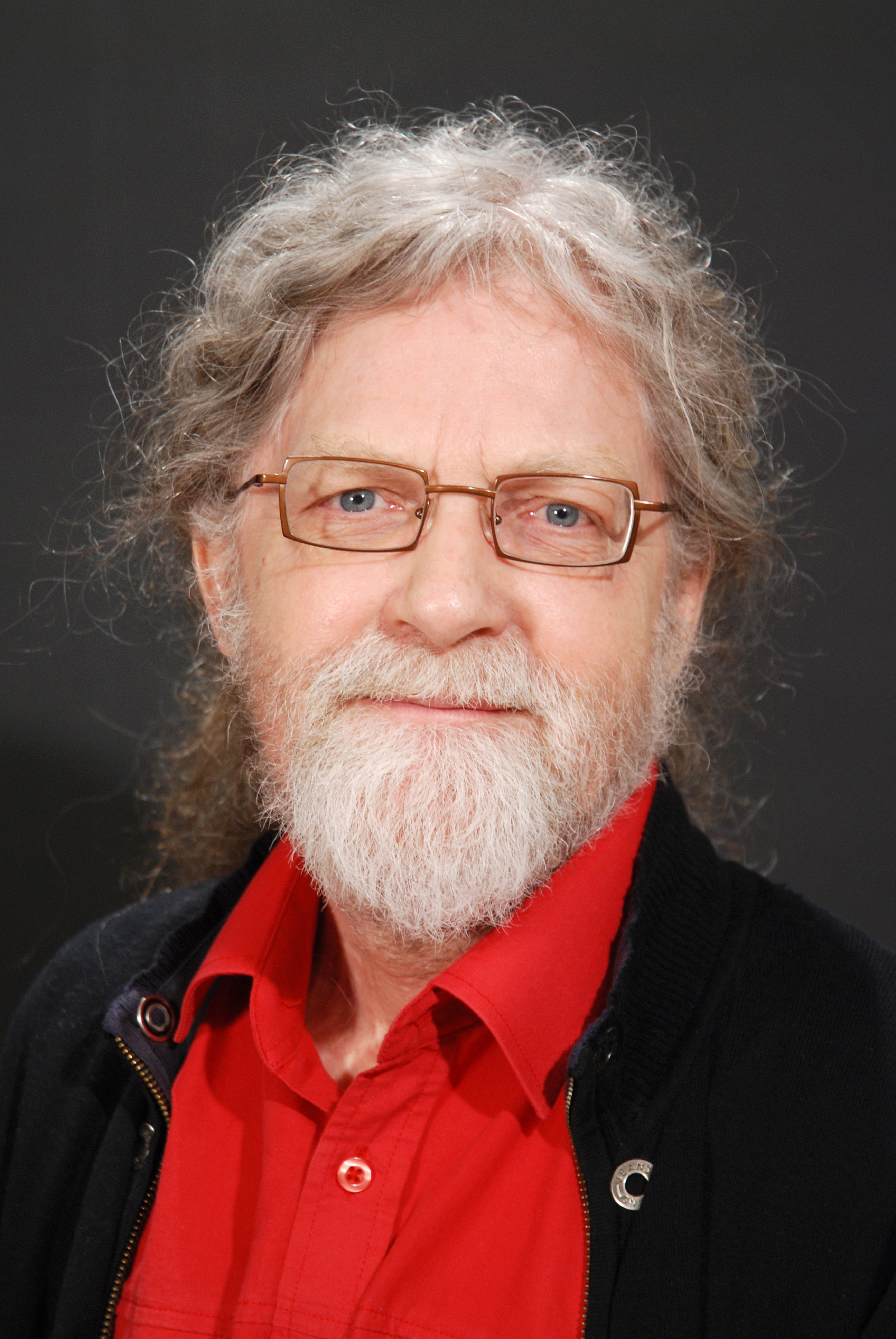
Jean-Marie Tremblay
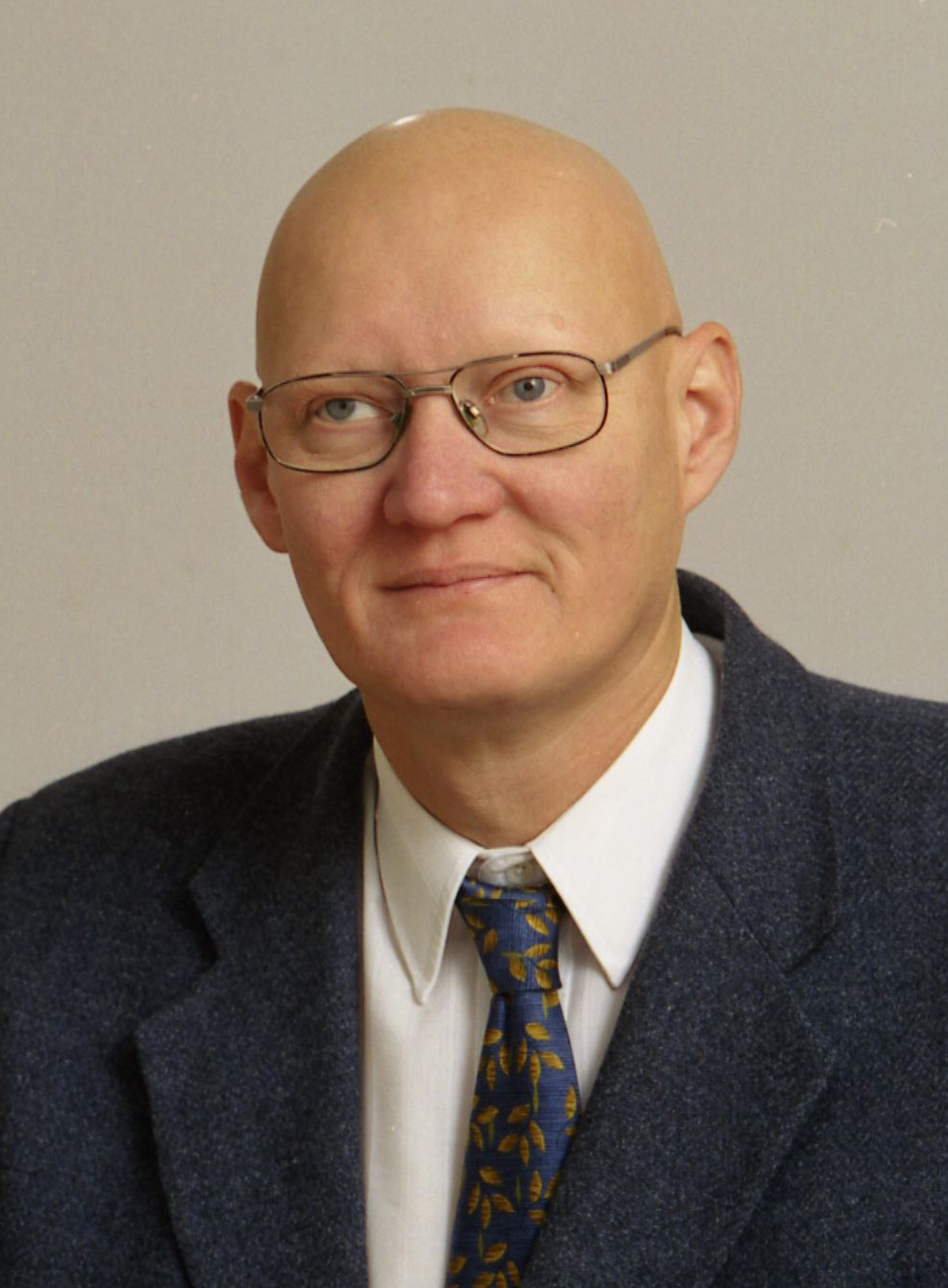
Claude Villeneuve
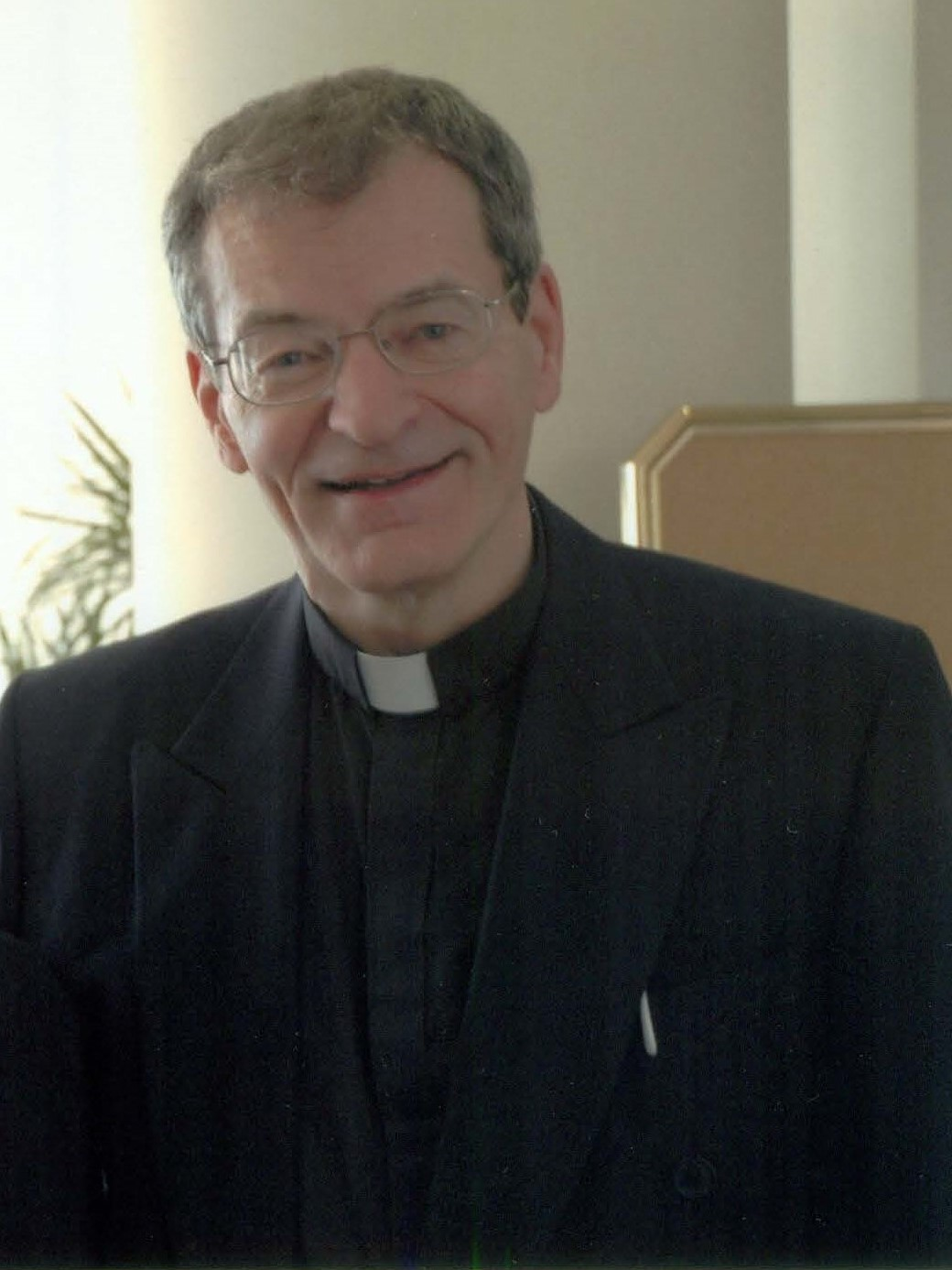
Marc Girard

## Infrastructures

### Bibliothèque numérique
Depuis 2000, l'UQAC héberge la bibliothèque numérique Les Classiques des sciences sociales. Cette dernière comporte près de 4 000 œuvres en ligne qui peuvent être téléchargées gratuitement.
L'Atlas électronique du Saguenay-Lac-Saint-Jean est une autre source d'information numérique disponible associée à l'UQAC. Ce site fondé par le professeur émérite Majella Gauthier regroupe des centaines de cartes géographiques, de tableaux et de textes décrivant le territoire du Saguenay-Lac-Saint-Jean ainsi que l'économie, l'environnement et la société dans cette région.
La Collection Université du Québec à Chicoutimi (UQAC), conservé au centre d'archives du Saguenay de Bibliothèque et Archives nationales du Québec, comprend les originaux et la maquette d'impression de l'atlas régional, ainsi que nombre de bandes sonores originales.

## Vie étudiante

### Sport universitaire
Les Inuk portent les couleurs de l’UQAC sur la scène sportive universitaire québécoise depuis 2006. 

### Association étudiante MAGE-UQAC
Le Mouvement des Associations Générales Étudiantes (MAGE-UQAC) a pour mission de défendre les intérêts des étudiants. 

## Honoris causa
L'UQAC a décerné 21 doctorats honoris causa :
- Mgr Victor Tremblay (1977)
- Mgr Félix-Antoine Savard (1979)
- Paul-Gaston Tremblay (1980)
- Jacques Gagnon (posthume, 1980)
- Père Pierre-Paul Asselin (1981)
- Jean-Paul Desbiens (1983)
- François Brassard (posthume, 1984)
- Sœur Imelda Dallaire (1984)
- Père Georges-Henri Lévesque (1985)
- Bernard Lamarre (1987)
- Dr Albert Jacquard (1987)
- François Sénécal-Tremblay (1989)
- Juge Pierre Bergeron (1992)
- Jean-Marie Couët (1992)
- Gérard Arguin (1994)
- Carroll L'Italien[4] (2001)
- Gaston L. Tremblay (2004)
- André Imbeau (2005)
- Lucien Bouchard (2007)
- Boutros Boutros-Ghali (2007)
- Pierre Lavoie (2010)